# لنز نیکون ای‌اف-اس دی‌ایکس زوم-نیکور ۱۸–۷۰میلی‌متر اف/۳٫۵–۴٫۵جی ئی‌دی-آی‌اف
لنز نیکون ای‌اف-اس دی‌ایکس زوم-نیکور ۱۸-۷۰میلی‌متر اف/۳٫۵-۴٫۵جی ئی‌دی-آی‌اف (به انگلیسی: Nikon AF-S DX Zoom-Nikkor 18-70mm f/3.5-4.5G ED-IF) نام لنز دوربین عکاسی از نوع زوم است که توسط شرکت نیکون تولید می‌شود. فاصلهٔ کانونی این لنز ۱۸ تا ۷۰ میلی‌متر، دیافراگم آن دارای ۷ تیغه و ضریب اف آن اف ۳٫۵ تا اف ۲۲  است. 